# Kostel svatého Jana Křtitele (Perálec)
Gotický kostel svatého Jana Křtitele se nalézá v centru obce Perálec v okrese Chrudim. Kostel je od roku 1958 spolu s ohradní zdí přilehlého hřbitova chráněn jako nemovitá kulturní památka ČR.

## Historie
Původně farní kostel svatého Jana Křtitele v Perálci byl postaven nedaleko centra panství, kterým byl hrad Rychmburk, pravděpodobně kolem roku 1320. Při obnově kostela v roce 1781 byla nalezena autentika, vztahující se k svěcení oltáře pražským biskupem Janem IV. z Dražic roku 1321.
Věž kostela je datována dvojicí erbů s monogramy Václava Berky z Dubé a Markéty Berkové do období let 1586–1600. Původně bedněné zvonové patro bylo nahrazeno zděným v letech 1764–1765. Nástěnné malby v presbytáři z doby cca 1390–1400 byly nešetrně odkryté ve dvacátých letech 20. století a restaurovány v r. 1998.

## Popis
Kostel svatého Jana Křtitele je gotická jednolodní stavba se zachovalým původním, pozdně gotickým hlavním portálem, vítězným obloukem a presbytářem o jednom obdélném křížovém poli a pětibokém závěru s šestipaprskovou klenbou. Kostelní loď osvětlují půlkruhová okna. Ke kostelní lodi na severu přiléhá mohutná hranolová věž se zvonovým patrem.
Fasáda kostela je členěna lisenami, presbytář je zvenčí zpevněn opěrnými pilíři. Rovněž valeně sklenutá čtvercová sakristie s kamennou mensou pochází z konce 15. století. Střešní krytinu lodi tvoří bobrovky, věž je kryta šindelem.
V roce 2019 proběhla oprava věže kostela. 

## Galerie

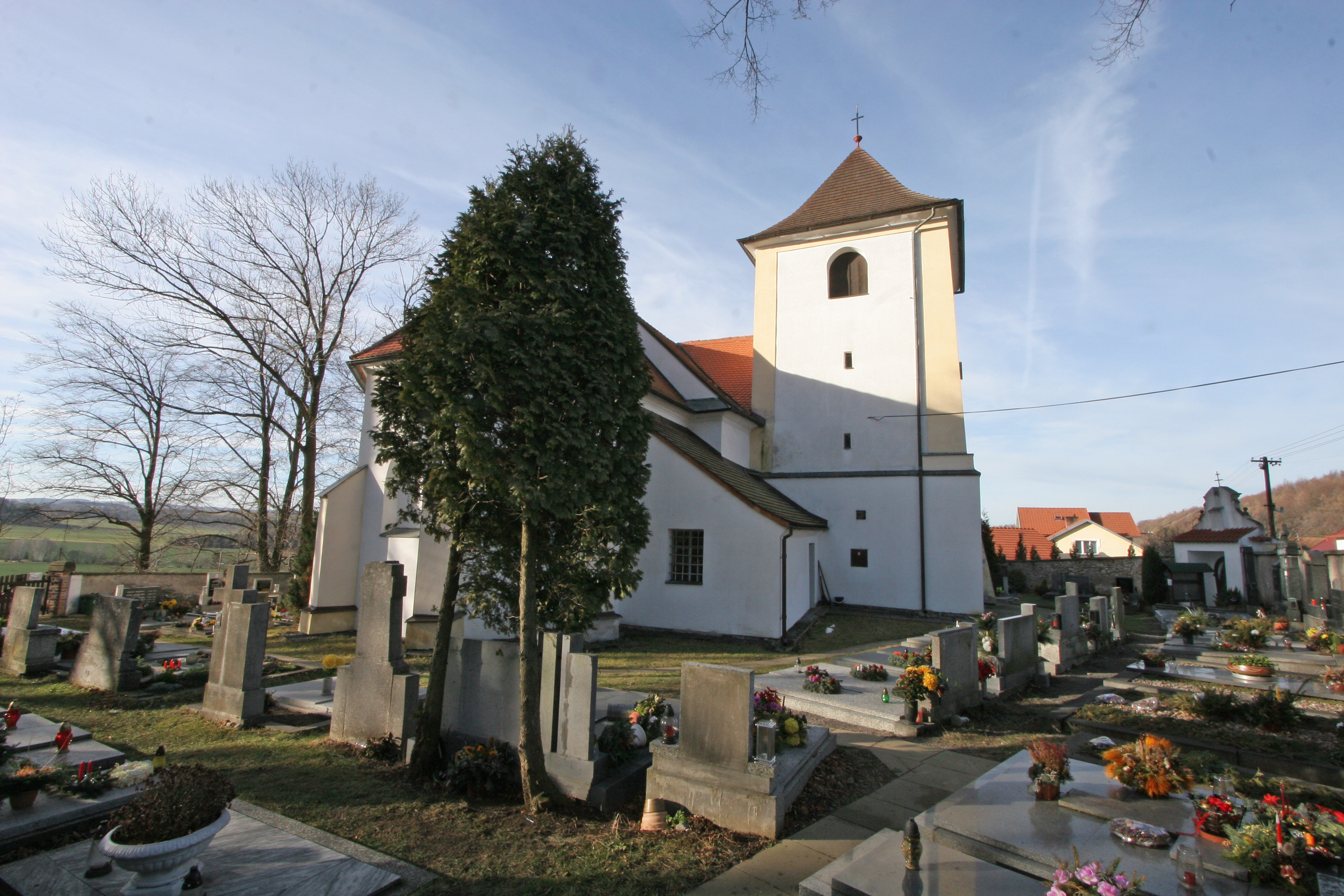
kostel svatého Jana Křtitele v Perálci
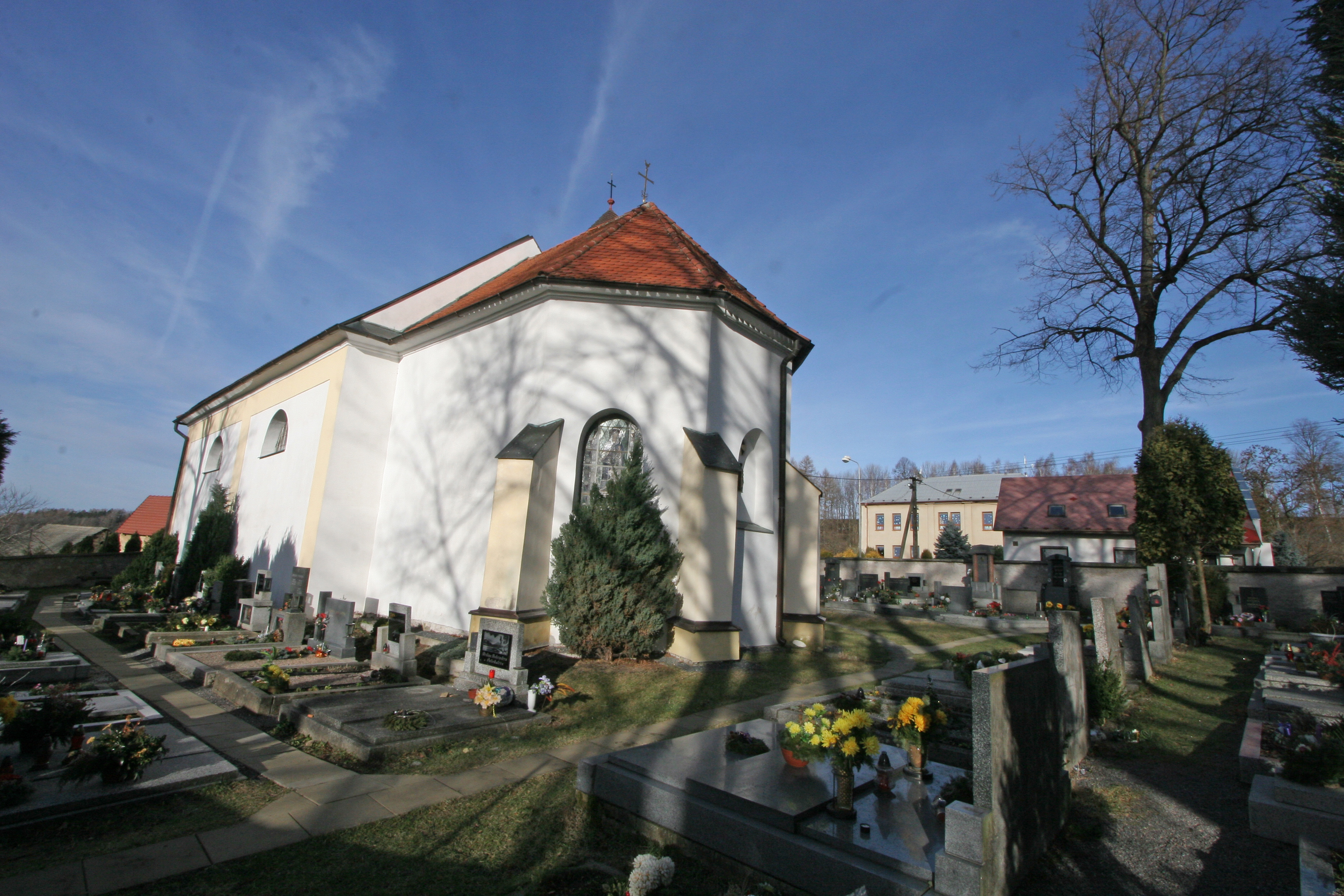
kostel svatého Jana Křtitele v Perálci
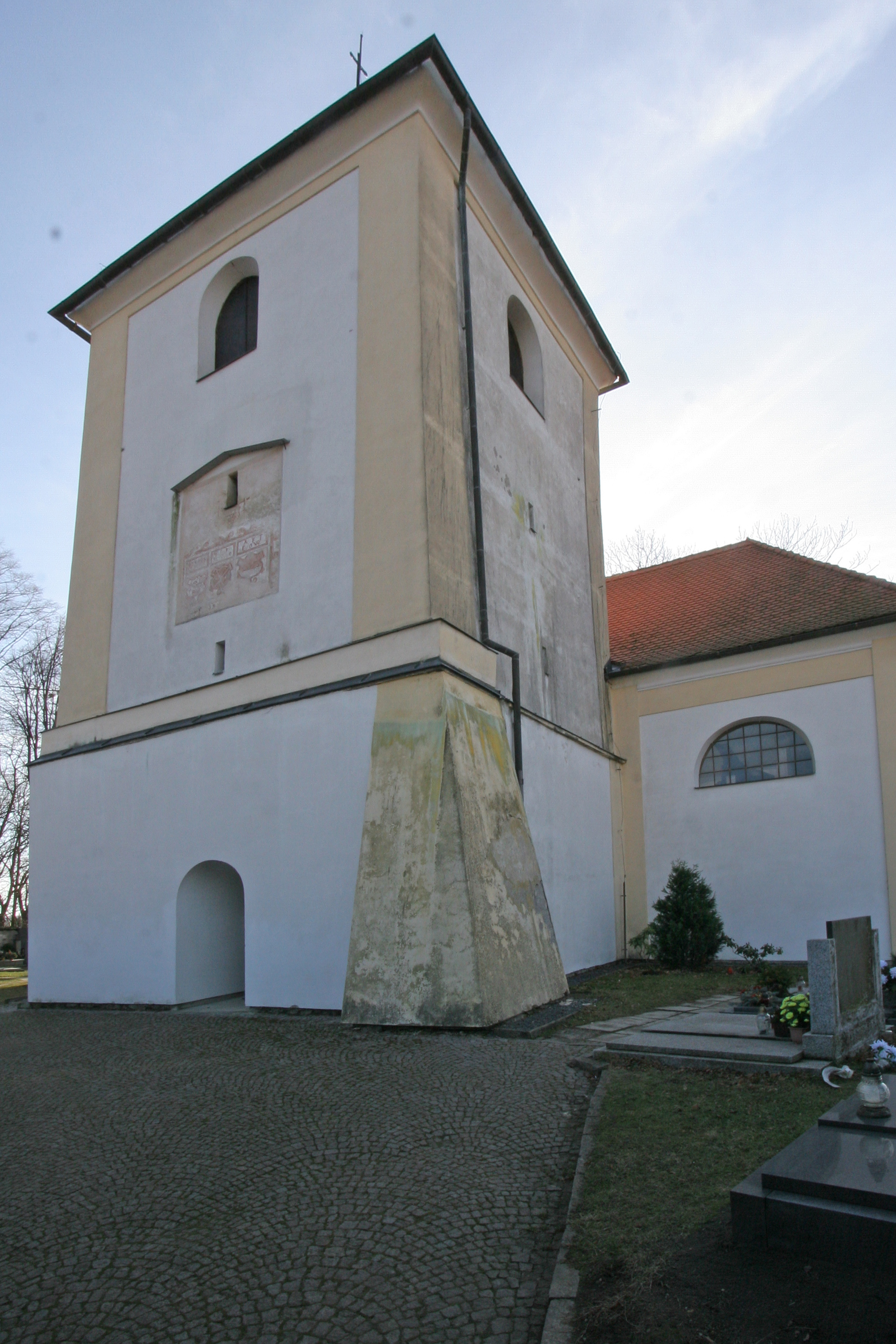
kostel svatého Jana Křtitele v Perálci